# CS Municipal Bucureşti
El CSM Bucureşti es un equipo de baloncesto rumano con sede en la ciudad de Bucarest, que compite en la Divizia A (baloncesto), la máxima competición de su país. Disputa sus partidos en el Arena de Baschet, con capacidad para 350 espectadores.

## Posiciones en liga
- 2009 (1-B)
- 2010 (12-A)
- 2011 (12)
- 2012 (7)
- 2013 (8)

## Palmarés
- Campeón Liga I -  2009
- Semifinales Copa Rumana -  2012